# Заговор с целью государственного переворота в Германии
7 декабря 2022 года 25 членов ультраправой террористической группы были арестованы за предполагаемое планирование государственного переворота в Германии. Группа под названием «Патриотический союз» (нем. Patriotische Union) или «Совет» (нем. Der Rat) является немецкой ультраправой экстремистской группировкой рейхсбюргерского толка. Цель группы — восстановить в Германии монархическое правительство в традициях Германской империи. Группа якобы хотела спровоцировать хаос и гражданскую войну в Германии, чтобы прийти к власти.
Более 3000 полицейских и спецназовцев провели обыски в 130 домах и квартирах по всей Германии и произвели несколько арестов, в том числе Генриха XIII, потомка дома Рейссов, а также бывшего депутата от партии «Альтернатива для Германии» (АдГ) Биргит Мальзак-Винкеман. В группу также входили действующие военные и полицейские. Операция против группы считается крупнейшей в истории Германии, а генеральный прокурор Петер Франк объявил группу террористической организацией.

## Заговорщики
Прокуроры сообщили, что примерно более 50 организаторов были членами движения «Рейхсбюргеров» (нем. Reichsbürger; досл.: «граждане империи»), участники которого не признают нынешную Германию и считают себя гражданами Германской империи. По сообщениям, среди заговорщиков были последователи QAnon и ковид-диссиденты. Группа была разделена на зоны ответственности. Федеральная прокуратура насчитывает 54 подозреваемых и арестовала 25 из них.
В состав группы также входили несколько бывших сотрудников Командования сил специального назначения (KSK), в том числе бывший подполковник парашютно-десантного батальона бундесвера Рюдигер фон Пескаторе. GSG 9 обыскивало объект KSK — казармы «Граф Цеппелин» вблизи Кальва. Рюдигер фон Пескаторе должен был возглавить «военную руку» группы. Федеральный прокурор называет фон Пескаторе наряду с Генрихом Рейссом «главарём». Считается, что фон Пескаторе пытался вербовать полицейских и солдат. Среди членов группы были также отставной оберст (полковник) Максимилиан Эдер, бывший сотрудник уголовной полиции Михаэль Фрич из Ганновера и отставной оберст (полковник) Петер Вёрнер из Байройта, который открыл бизнес по подготовке к выживанию.
Адвокат и судья земли Берлин Биргит Мальзак-Винкеман была назначена будущим «министром юстиции». Она была депутатом немецкого парламента с 2017 по 2021 год от АдГ и была арестована 7 декабря 2022 года.
По данным Der Spiegel, у группы «Патриотический союз» была «необычная сумма денег», на которую они купили оружие, а также спутниковые телефоны. Один из объектов недвижимости, в котором полиция провела обыск, охотничий домик Вайдманнсхайль в Бад-Лобенштайне, принадлежащий предполагаемому главарю группировки Генриху Рейссу, служит деловым адресом для нескольких компаний, связанных с базирующейся в Лондоне фирмой по управлению активами Генриха XIII Prinz Reuß & Anderson & Peters Ltd.

## Идеология и цели
Предполагаемой целью группы было создание монархического правительства, подобного Германской империи образца 1871 года. С ноября 2021 года сеть якобы планировала вооружённое нападение на здание немецкого парламента, а также публичные аресты политиков с целью вызвать общественные волнения. «Патриотический союз» предполагал, что часть органов безопасности Германии проявит солидарность с их усилиями, что привело бы к «свержению» и позволило бы группе захватить власть.
Группа известна как правое крыло и регулярно пропагандирует антисемитскую идеологию. Планируемый переворот включал штурм Рейхстага, здания немецкого парламента, вдохновленный нападением на Капитолий США 6 января 2021 года.

## Расследования и аресты

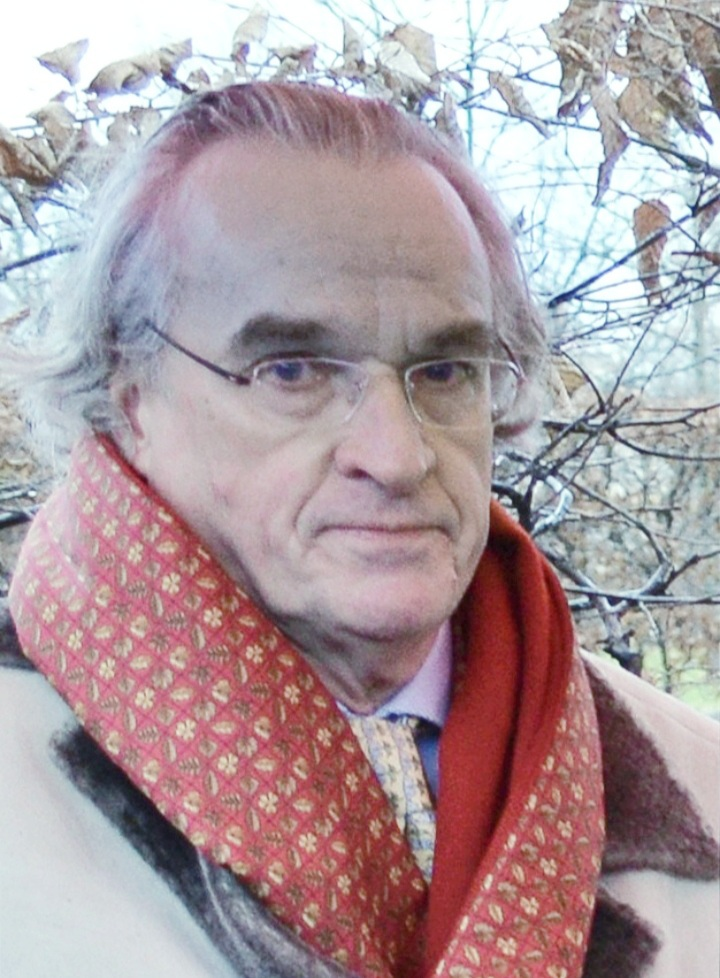
Генрих Рейсс, самопровозглашенный фюрст (князь) Генрих XIII, был среди арестованных за предполагаемое участие в заговоре

Немецкая полиция расследует деятельность этой группы с весны 2022 года. В состав группы также входят части радикально настроенного немецкого движения «Кверденкен». Рейсс стал отправной точкой для расследования, которое в итоге было проведено Федеральным ведомством уголовной полиции (BKA) под названием «Тень». Кроме того, к расследованию были привлечены несколько региональных ведомств уголовного розыска и государственные органы по защите конституции. Власти Германии заявили, что переворот планировался с ноября 2021 года и должен был стать насильственным, террористическим свержением действующего правительства. Впервые полиция узнала о них в апреле 2022 года, когда арестовала членов так называемых «Объединенных патриотов», которые, по слухам, планировали похитить Карла Лаутербаха, министра здравоохранения Германии. В сентябре 2022 года они начали пристальное наблюдение за 52 подозреваемыми.
В операциях по аресту заговорщиков, которые были из 11 земель Германии (в основном — Баварии и Баден-Вюртемберга), а также из Австрии и Италии, было задействовано более 3000 полицейских. Среди арестованных были аристократы, бывший член парламента, а также бывшие и действующие военные. Также была арестована одна россиянка, заговорщики якобы планировали сотрудничать с Россией, однако представитель российского посольства в Берлине отрицает свою причастность к этому.